# 5671 Chanal
Az 5671 Chanal (ideiglenes jelöléssel 1985 XR) a Naprendszer kisbolygóövében található aszteroida. CERGA fedezte fel 1985. december 13-án.